# Meurtre mode d'emploi (roman)
Cet article concerne le roman. Pour la série télévisée, voir Meurtre mode d'emploi (série télévisée).
 (août 2024).
Le contenu est difficilement compréhensible vu les erreurs de traduction, qui sont peut-être dues à l'utilisation d'un logiciel de traduction automatique.
Meurtre mode d’emploi (A Good Girl's Guide to Murder) est une œuvre littéraire de mystère et de crime destiné aux jeunes adultes écrite par Holly Jackson. Il s’agit de son premier roman. Ce roman est le premier d’une série composée de trois romans et d’un court roman : Meurtre mode d’emploi (2019), Good Girl, Bad Blood (2020), As Good as Dead (2021), et Kill Joy (2022). La version française a été publiée par les éditions Casterman.
Meurtre mode d’emploi est l’histoire d’une lycéenne de 17 ans, Pippa « Pip » Fitz-Amobi. Elle mène une enquête dans la ville fictive de Little Kilton dans le comté du Buckinghamshire. Passionnée par le true crime, Pippa Fitz-Amobi souhaite en savoir davantage sur une ancienne affaire qui date de cinq ans commis dans sa ville et, prétextant un projet scolaire, va mener l'enquête sur le meurtre de la populaire lycéenne Andrea « Andie » Bell. Ce meurtre est suivi du suicide de son meurtrier présumé Salil « Sal » Singh. Pippa Fitz-Amobi entreprend son enquête pour deux raisons: chercher à innocenter Salil Singh qui a été, selon elle, accusé à tort et trouver le vrai coupable qui serait toujours libre.
Une adaptation télévisée en six parties est sortie sur BBC iPlayer le 1er juillet 2024, avec Emma Myers dans le rôle de Pip.

## Résumé
Il y a cinq ans, un tragique meurtre accompagné d’un suicide a ébranlé la petite ville de Little Kilton, dans le Buckinghamshire lorsqu'une lycéenne populaire nommée Andie Bell a été brutalement tuée. À la suite de cela, son petit ami, Sal Singh, est accusé d'avoir commis ce meurtre et se suicide. Pippa est cependant convaincue que le véritable tueur est toujours là. Elle se lie d’amitié avec le frère cadet de Sal, Ravi, et ouvre une enquête cachée sous forme de projet scolaire. Malheureusement, après chaque interrogatoire, Pip se met de plus en plus en danger, mais cela ne l'arrête pas. Au cours de celle-ci, elle découvre qu’Andie vendait de la drogue à des étudiants. Parmi eux, un certain Max Hastings. Pippa découvre aussi qu’Andie avait une aventure avec un professeur d’histoire, monsieur Ward. Il est le père de Cara Ward, la meilleure amie de Pippa.
Pippa découvre que M. Ward a poussé Andie contre un bureau dans un excès de colère. Après qu’Andie était portée disparue, monsieur Ward croyait qu’Andie était morte et a donc piégé le petit ami d’Andie, Sal, et l’a fait disparaître. M. Ward a maquillé son crime en un suicide de Sal.
Quelques jours plus tard, M. Ward a vu une fille marcher dans la rue, mais il l’a confondue pour Andie. Pippa découvre que cette fille n’était pas Andie, mais une fille qui ressemblait à Andie. Plus tard, la sœur d’Andie, Becca, dévoile que Max Hastings l’avait droguée et violée en s’aidant de rohypnol. D’ailleurs, le rohypnol de Max a été acheté auprès d’Andie. À cause de la colère, Becca a poussé Andie qui est ensuite tombée. Andie s’est convulsée et en a succombé par la suite.
Becca donne une boisson droguée à Pip, que cette dernière boit naïvement. Becca poursuit Pip dans les bois pour l'étrangler, mais Ravi revient et sauve Pippa. La vérité est révélée et Sal est déclaré innocent.
Pippa lancera par la suite un podcast nommé Meurtre mode d'emploi. Elle le publiera une fois par semaine.

## Accueil du livre
Meurtre mode d'emploi a été nommé l'un des meilleurs livres de 2020 par Barnes & Noble et a reçu les distinctions suivantes :
- Lauréat du prix Amazing Audiobooks for Young Adults de l'American Library Association (2021)[3]
- Nomination aux Goodreads Choice Awards dans la catégorie Fiction pour jeunes adultes (2020)[4]
- Finaliste du Prix du livre pour jeunes adultes (2020)[5]
- Lauréat du prix du meilleur livre de fiction pour enfants de l'année (2020) aux British Book Awards[6]

## Suites et prélogies

### Good Girl, Bad Blood(2020)
Le roman commence là où le premier livre s’est arrêté. Dans le deuxième opus, Pippa «Pip» Fitz-Amobi est acclamé pour son travail de détective amateur en ligne après avoir créé un podcast intitulé meurtre mode d’emploi. Son podcast se base sur les événements qui ont eu lieu dans le roman précédent. Cependant, Pip s’est promis de ne plus jamais enquêter sur une autre affaire criminelle : elle a failli mourir et elle a perdu son chien bien-aimé Barney. Plus tard, son ami Connor Reynolds rend visite à Pip. Il lui demande d’enquêter sur l’endroit où a disparu son frère, Jamie Reynolds. Pip refuse son offre, mais elle glisse un mot sur la disparition de Jamie Reynolds à l’inspecteur Hawkins. À cause de la passivité des forces de l’ordre sur l’affaire Jamie Reynolds, elle décide d’enquêter elle-même sur cette dernière affaire. Se fiant à son intuition, Pippa croit que Jamie ne s’est pas enfui, mais a plutôt été enlevé.
Pip commence à se renseigner sur la vie de Jamie en menant des interviews et en rassemblant des indices au sujet de ce dernier. Se rapprochant davantage sur l’élucidation de ce mystère, elle se rend compte que la disparition de Jamie a été causée par un réseau criminel clandestin et dangereux. Ce réseau est impliqué dans le trafic de drogue et dans le trafic humain. Hormis l’ampleur de ce réseau, il semble que quelqu’un dans cette organisation criminelle a toujours une longueur d’avance sur Pip et essaie de l’empêcher de résoudre cette affaire.
Au fur et à mesure de son enquête, Pip se retrouve dans la ligne de mire d'un tueur qui semble toujours avoir une longueur d'avance quant à ses mouvements. De plus, ce tueur ne reculera devant rien pour cacher la vérité.
Le livre Good Girl, Bad Blood a été présélectionné pour le prix jeunes adultes en 2021.

### As Good As Dead(2021)
À la suite des événements de Good Girl, Bad Blood, Pip a subi un trauma psychologique et est incapable de dormir la nuit. Pip étant déjà au bout du rouleau, elle n'est pas sorti des sentiers battus lorsque les choses s'empirent davantage : elle devient la cible d'un harceleur anonyme. Le harceleur lui envoie constamment cette question « Qui viendra te sauver après ta disparition ? » Au début Pip essaie d'ignorer les menaces, car elle croit qu'il s'agit d'un troll sur Internet. Toutefois, comme les messages se font de plus en plus fréquents et que l'harceleur se rapproche davantage de sa résidence, elle commence à réaliser que le danger est réel et imminent. Elle réalise aussi qu'elle n'a pas d'issue dans cette situation. Malgré ses appels désespérés, la police ne la prend pas au sérieux, ce qui laisse Pip seule contre son harceleur.
Ayant l'expérience dans la résolution de meurtres et dans l'élucidation de mystères grâce aux deux enquêtes précédentes, Pip commence à se renseigner plus profondément sur le mystère. Elle se renseigne à l'aide de ses propres moyens et à l'aide de ses propres contacts. Elle réalise aussi des entrevues et suit des pistes au cours de son enquête. Cependant plus elle avance, plus elle s'apercoit que l'harceleur est quelqu'un qui est étroitement à ses anciennes enquêtes passées et veut se venger de Pip. Le harceleur semble tout savoir à propos d'elle : chaque mouvement, chaque pensée et Pip se sentant constamment surveillée, elle commence à se rendre compte qu'elle est piégée.
Au fur et à mesure que l’enquête progresse, Pip constate que le harceleur est un dangereux tueur en série actif depuis des années. Ses cibles de prédilection sont de jeunes femmes brillantes comme Pip. Le tueur semble toujours avoir une longueur d’avance sur elle, ce qui donne l’impression à Pip qu’elle est toujours observée et qu’elle ne peut pas y échapper. Les enjeux sont à leur paroxysme, et cette fois, elle ne résout pas seulement une affaire : elle souhaite aussi éviter une mort commise par ce tueur en série.
As Good As Dead a été critiqué positivement par le journal The Guardian , qui a qualifié le livre d'un « thriller bien ficellé, passionnant et avec une histoire simple mais efficace ».
Kill Joy est un court roman qui se déroule peu de temps avant le premier livre de la série. Ce roman relate le déroulement de l’anniversaire d'un ami de Pip. Cet anniversaire gravite autour du thème d’un homicide dans un restaurant des années 20. Étant dans un anniversaire, Pip ne se réjouit pas à l’idée d’une fausse enquête. Elle préfère plutôt rester à la maison et continuer son projet scolaire, projet qui est à remettre pour la prochaine année scolaire. Néanmoins, elle décide de venir à l’anniversaire pour le bien de ses amis.
Pendant que la soirée s’évapore, Pip enquête sur le meurtre fictif d’un certain Reginald Rémy. À l’aide de son vif intellect et à l’aide d’une attention méticuleuse aux détails, attention qui lui permet facilement de rassembler des indices, elle se trouve prise dans un jeu d’intrigue et de tromperie. Elle est donc davantage investie dans l’affaire : Pip est déterminée à la résoudre et trouver la vérité.
Tandis que la nuit touche à sa fin, Pip prend conscience qu’elle est incapable de résister au mystère qui entoure cette affaire. Il se peut que cette affaire maquillée en jeu soit un prologue à une réelle enquête, cette fois-ci à l’échelle locale qui est d’une plus grande envergure que celle de Reginald Remy. Il se peut aussi qu’il s’agisse d’une affaire qui mélange un meurtre et un suicide. Sa mission sera d’essayer de résoudre cette affaire.

## Adaptation
En septembre 2022, la chaîne de télévision BBC Three mandate une adaptation audiovisuelle à la société Moonage Pictures. Cette adaptation est écrite par Poppy Cogan. En juin 2023, Holly Jackson annonce que la production de la série a commencé, et que les acteurs Emma Myers et Zain Iqbal (en) joueront les rôles respectifs de Pip et Ravi dans la série. En mars 2024, elle partage un extrait de la série accompagné d'une date de sortie prévue à juillet 2024.
La série sort sur Netflix le 1er juillet 2024 aux États-Unis ainsi que dans la majorité des autres pays[pas clair], sauf au Royaume-Uni, en Irlande, en Allemagne, en Australie et en Nouvelle-Zélande, où la série sort le 1er août 2024,.